# Mare verde/'Nnammuratella
Mare verde/'Nnammuratella è un singolo del cantante italiano Mario Trevi, pubblicato nel 1961.

## Il singolo

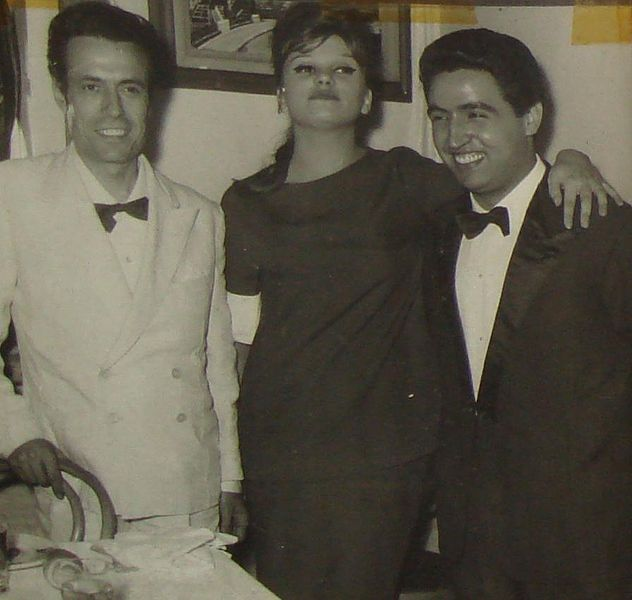
Salvatore Mazzocco, Milva e Mario Trevi nel 1961 alla presentazione della canzone Mare verde

Il disco contiene due brani i quali sono stati rappresentati alla manifestazione musicale Giugno della Canzone Napoletana del 1961. I brani sono Mare verde, vincitore del secondo premio, cantata da Mario Trevi e Milva, e  'Nnammuratella, cover del brano presentato da Fausto Cigliano e Luciano Gori.
Secondo il critico Maurizio Becker, Mare verde, scritta da Giuseppe Marotta (famoso autore di L'oro di Napoli), è l'ultima rappresentazione di genuinità artistica napoletana del XX secolo, lontana dalla tendenza commerciale dell'epoca.

## Tracce
1. Mare verde (Giuseppe Marotta, Salvatore Mazzocco)
2. Nnammuratella (Di Gianni, Buonafede)

## Musicisti
- Franco Pisano - arrangiamento, direzione d'orchestra
- Eduardo Alfieri - arrangiamento, direzione d'orchestra

## Edizioni
- 1961 - Mare verde/'Nnammuratella (Durium serie Royal, QCA 1192, 7")[2][3]